# Vea
Pour l’article ayant un titre homophone, voir VA.
Vea est un village de la commune de Pala du comté de Jõgeva en Estonie.
Au 31 décembre 2011, il compte 43 habitants.